# Guerra tra Esen Buka e Buyantu
     Gran Khanato/Dinastia Yuan
     Khanato dell'Orda d'Oro
     Khanato Chagatai
     Ilkhanato

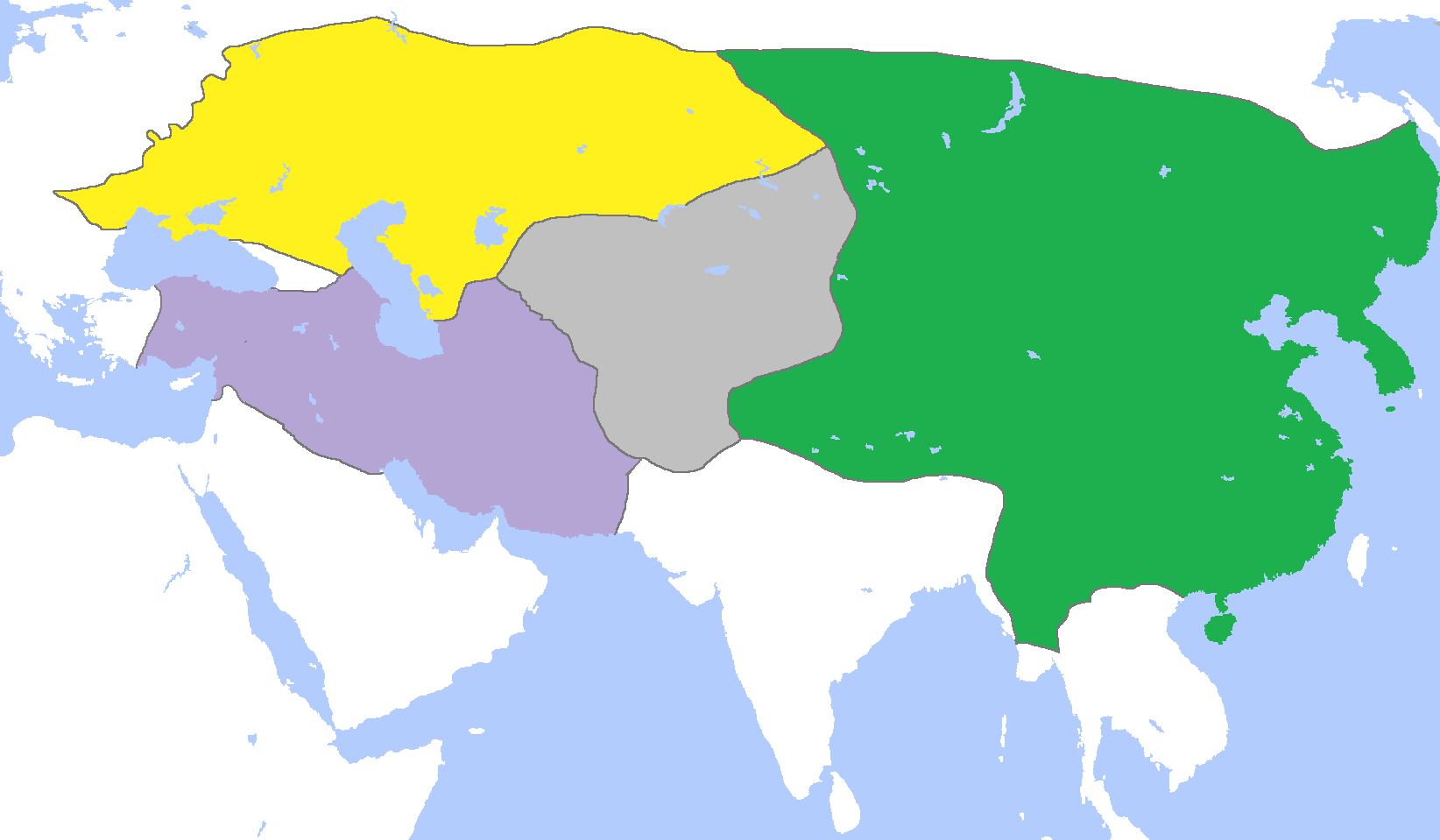
L'impero mongolo diviso nei quattro khanati:
Gran Khanato/Dinastia Yuan
Khanato dell'Orda d'Oro
Khanato Chagatai
Ilkhanato

La guerra tra Esen Buka e Buyantu fu una guerra tra il Khanato Chagatai di Esen Buka e la dinastia Yuan di Buyantu Khan (imperatore Renzong r. 1311-1320), alleata con l'Ilkhanato di Oljeitu (r. 1304-1316). La guerra finì con la vittoria dello Yuan e dell'Ilkhanato ma la pace giunse solo dopo la morte di Esen Buka nel 1318.

## Antefatto
Al termine della guerra civile toluide (1260-1264), il vittorioso Kublai Khan, V Khagan dell'Impero mongolo era stato risucchiato in una trentennale contesa (1268-1301) con il nipote Kaidu, membro della casa di Ögödei, che aveva definitivamente distrutto l'intesa tra i diversi rami dei Borjigin causando la frammentazione dell'impero di Gengis Khan in quattro khanati distinti:
1. Il Gran Khanato di Kublai Khan in Asia orientale con sede a Khanbaliq (su cui sorse l'odierna Pechino);
2. Il Khanato dell'Orda d'Oro nell'Europa orientale;
3. Il Khanato Chagatai nell'Asia centrale;
4. L'Ilkhanato nell'Asia sud-occidentale.

La contesa con Kaidu, creatosi una sua base di potere territoriale trasversale ai quattro khanati, aveva poi concorso a creare una situazione di guerra semi costante lungo il confine tra le terre di Kublai e il Khanato Chagatai, retto per molti anni da un fedele alleato di Kaidu, Duwa (r. 1282-1307). Scomparso Kaidu nel 1301, Duwa aveva risolto di chiudere la contesa con gli Yuan nel 1303, pur mantenendo l'autonomia del Khanato Chagatai dal Gran Khanato.
Temür Khan, nipote e successore di Kublai, riuscì, nel 1304, a rappacificare i quattro khanati (Chapar, figlio ed erede di Kaidu, s'era arreso a Temür nel 1303 insieme a Duwa cui doveva l'ascesa al trono in sostituzione dell'erede designato dal padre, Orus) e a ottenere il riconoscimento della sovranità Yuan sui khan cugini, seppur trattavasi di sovranità solo nominale. Gli strascichi della guerra Kaidu-Kublai proseguirono negli anni successivi. Nel 1306, Chapar Khan invase le terre di Duwa nel tentativo di ricostruire il dominio de facto della sua schiatta sui Chagatai e Temür Khan inviò il nipote Külüg Khan in supporto di Duwa al comando di un'armata toluide. Chapar fu eliminato e i suoi domini consegnati a Duwa, il quale cedette però le sue terre a ridosso del Gran Khanato agli Yuan. Negli anni successivi, mentre il potere sul Gran Khanato passava a Külüg Khan (imperatore Wuzong, r. 1307-1311) e poi a suo fratello Buyantu Khan (imperatore Renzong, r. 1311-1320) i figli di Duwa e quelli di Kaidu continuarono a combattersi.

## La guerra

### Casus belli
A titolo cautelativo, gli Yuan mantennero una forte presenza militare lungo il confine con il Khanato Chagatai che, alla lunga, iniziò ad essere percepita come invasiva. Venuta meno la minaccia costituita dalla casa di Ögödei, nel 1312, il nuovo khan dei Chagatai, Esen Buka (r. ?-1318), inviò ambasciatori dal comandante della guarnigione Yuan di confine, Tughaji Jinsank, per negoziare un diverso dispiegamento delle truppe che salvaguardasse i pascoli dei Chagati. Le trattative, però, non andarono bene, e i rapporti tra il khan e Tughaji divennero tesi. Esen Buka inviò tributi al congiunto Külüg Khan nel 1312 e 1313 ma i tentativi interni alla corte Yuan di limitare il commercio tra il Gran Khanato ed i Chagati mantennero alta la tensione. L'emissario di Buyantu Khan presso la corte di Ilkhan Oljeitu (r. 1304-1316), Abishqa, mentre viaggiava attraverso l'Asia centrale, rivelò a un comandante Chagatai che s'era stipulata un'alleanza tra Yuan e Ilkhan per attaccare il khanato. Esen Buka ordinò l'esecuzione di Abishqa e decise di attaccare lo Yuan per primo, rompendo così la pace che suo padre Duwa aveva mediato con Temür Khan meno d'un decennio prima.
Sempre in quegli anni, una nuova potenziale minaccia al dominio nominale degli Yuan sul vecchio impero si profilava ad ovest. Uzbek Khan (r. 1312-1341) assunse il comando sull'Orda d'Oro e ne avviò la radicale conversione all'Islam: Buddhismo e Sciamanesimo vennero proscritti tra i mongoli di Russia, in aperta contraddizione con la politica di sincretismo religioso e difesa della tradizione mongola propugnato dagli Yuan, mentre i membri contrari della casa di Jochi ed alcuni lama vennero eliminati. Gli inviati Yuan presenti al kurultai che aveva eletto Uzbek sembra avessero sostenuto contro di lui un figlio di Tokta, il precedente khan, ed Esen Buka tentò d'ottenere un'alleanza di Uzbek Khan contro Yuan e Ilkhan ma senza successo.

### Le operazioni
Esen Buka perse l'elemento sorpresa al principio del conflitto poiché uno dei suoi funzionario disertò al campo di Tughaji e rivelò il piano. Tughaji ritirò le truppe Yuan oltre l'Irtyš, poi sconfisse i Chagatai nella primavera del 1314. L'entità della sconfitta fu tale che Esen Buka cercò la pace, giustificandosi con la corte di Yuan che Tughaji si era mosso per attaccare per primo. Chunqur, un figlio di Tughaji, convinse il khan Chagatai che nessuna delle truppe Yuan oltre a quelle di Tughaji si sarebbe mossa contro di lui se avesse attaccato di nuovo. Tughaji, tuttavia, ha nuovamente impedito la vittoria alle truppe di Esen Buka. Buyantu Khan, sempre più impaziente con Esen Buka, ordinò a tutte le guarnigioni di invadere il Chagatai. La prefettura di Hami, nello Xinjiang, fu conquistata subito dopo.
Dopo il suo fallimento, Esen Buka avvertì Uzbek Khan che l'imperatore Yuan lo avrebbe sostituito con un altro membro della Casa di Jochi nel 1315. Questa testimonianza non è mai stata corroborata da alcuna prova. A Uzbek fu suggerito di non crederci da uno dei suoi visir e quindi si rifiutò di aiutare Esen Buka, evitando l'estendersi del conflitto ad un altro dei quattro khanati dell'ex-Impero mongolo.
Nel tentativo di rimediare alle sconfitte subite, Esen Buka inviò il fratello Kebek con una grande forza ad attaccare il Grande Khorasan, nell'Ilkhanato, qualche tempo dopo il 1315. Prima di allora, Ilkhan Öljaitü aveva infatti cacciato i Qara'una di Dawud Khoja, figlio di Qutlugh Khwaja e nipote di Esen Buka, dall'Afghanistan. L'invasione dell'Ilkhanato ebbe inizialmente successo: Kebek e Yasa'ur sconfissero l'esercito di Öljaitü presso il Morghab e avanzarono verso Herat. Le cose peggiorarono quando giunse all'esercito la notizia che Taraz, capitale estiva dei khan Chagatai, ed il pascolo del lago Ysyk-Köl, acquartieramento invernale dell'esercito Chagatai, erano stati saccheggiati dalle forze Yuan al comando del Kipčaki Chongur. Molte delle famiglie Chagatai erano state localizzate in quei punti e le già stanche truppe approfittarono di questa notizia per disertare e tornare a casa. Kebek fu costretto a rientrare in patria mentre Yasa'ur risolse di tradire i suoi e schierarsi al fianco degli Ilkhan, in cambio di domini afgani.
Nel 1316, Khutughtu Khan, figlio di Buyantu, ripiegò alla corte di Esen Buka dopo un fallito tentativo di rivolta al padre nello Shaanxi ma questo nuovo "eccellente" alleato non modificò in favore del suo anfitrione la situazione. Il disastro fu completato per i Chagatai quando il principe Tore Temür disertò nello Yuan.
Solo dopo la morte di Esen Buka nel 1318, suo fratello e successore Kebek negoziò la pace con gli Yuan e gli Ilkhan (che avrebbe aiutato a sbarazzarsi del traditore Yasa'ur di lì a poco). Kebek godette poi relazioni pacifiche con il Gran Khanato degli Yuan nonostante il ripristino dell'autorità nominale di Buyantu Khan nel Turfan. Ciò ha permesso alla pace di prosperare di nuovo nella regione.

### Fonti
- (ZH) Song Lian (a cura di), 元史S, Yuán ShǐP, lett. "Storia di Yuan" [Storia degli Yuan], 1370.

### Studi
- (EN) C.P. Atwood, Encyclopedia of Mongolia and the Mongol Empire, Facts on File, 2004, ISBN 978-0816046713.
- (EN) J. A. Boyle, Dynastic and Political History of the Il-Khans, in The Cambridge History of Iran, 5: The Saljuq and Mongol Periods, Cambridge University Press, 1968, ISBN 978-0-521-06936-6.
- (EN) René Grousset, The Empire of the Steppes: A History of Central Asia, Rutgers University Press, 1970, ISBN 978-0-8135-1304-1.
- (EN) George Vernadsky, The Mongols and Russia, A History of Russia, vol. 3, Yale University Press, 1953.